# Testamento de Salomón
El Testamento de Salomón es una obra pseudoepigráfica atribuida al Rey Salomón y, por lo tanto, asociada al Antiguo Testamento, pero no considerada como escritura por judíos o grupos cristianos. Fue escrito en el idioma griego, en algún momento a principios del 1er milenio de la EC. Describe cómo se le permitió a Salomón construir su templo al mandar sobre los demonios por medio de un anillo mágico que le fue confiado por el arcángel Miguel.

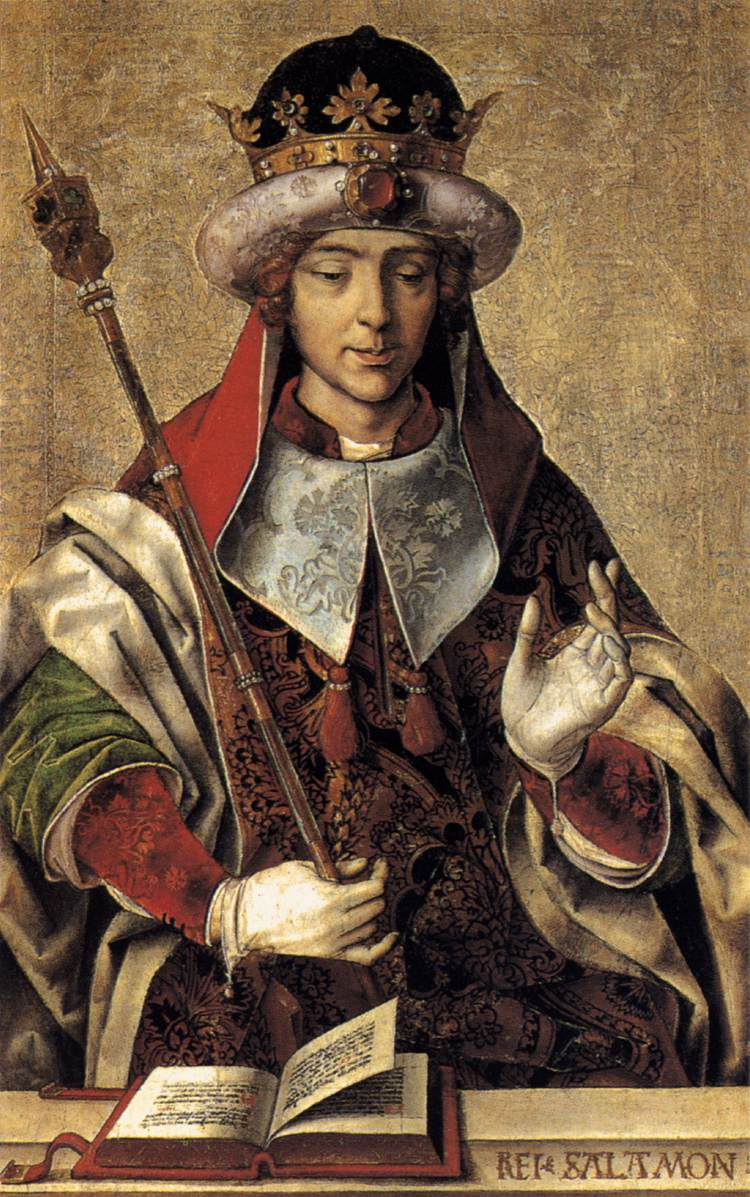
Rey Salomón,por Pedro Berruguete.

## Citas y autoría
La opinión erudita sobre cuándo se escribió el testamento varía ampliamente.  A pesar de la afirmación del texto de que fue un relato de primera mano de la construcción del Templo de Jerusalén por parte del Rey Salomón, las fechas sugeridas para su composición oscilan entre el final del siglo I y el final del cuarto siglo.  También se discute si tuvo un origen cristiano o judío. En lo que se está de acuerdo es en que gran parte de su contenido "refleja el judaísmo del primer siglo en Palestina" e incluye material muy anterior a su composición. El verdadero autor o autores del texto son desconocidos. El texto fue escrito originalmente en griego y contiene numerosos temas teológicos y mágicos que van desde el cristianismo y el judaísmo hasta la mitología y astrología griegas que posiblemente indican a un escritor cristiano con antecedentes griegos.

## Prólogo
Cuando un demonio llamado Ornias acosa a un joven amigo de Salomón succionando su vitalidad con el pulgar de su mano derecha, Salomón ora en el templo y recibe del arcángel Miguel un anillo con el Sello de Dios (en forma de pentagrama ) con el que podrá mandar a los demonios. Salomón le presta el anillo al muchacho que, lanzándole el anillo al demonio Ornias, lo estampa con el sello y lo pone bajo su control. Luego, Salomón le ordena al demonio Ornias que se lleve el anillo e igualmente imprime al príncipe de los demonios, Belzebú. 
Con Belzebú bajo su mando, Salomón ahora tiene a todos los demonios a sus órdenes para construir el Templo de Jerusalén.  Belzebú revela que anteriormente era el ángel de mayor rango en el Cielo. 
En el capítulo 18, aparecen los demonios de los 36 decanos, con nombres que a veces parecen ser distorsiones conscientes de los nombres tradicionales de los decanos.  Los demonios decanos son responsables de varias dolencias y dolores y proporcionan las fórmulas mágicas por medio de las cuales pueden ser aliviados.  Por ejemplo, el trigésimo tercer demonio es Rhyx Achoneoth que causa dolor de garganta y amigdalitis y se puede eliminar escribiendo la palabra Leikourgos en hojas de hiedra y amontonándolas en una pila. 
El último encuentro de Salomón con el demonio consiste en enviar a un criado con su anillo para capturar a un demonio del viento que está acosando la tierra de Arabia.  El criado debe sostener un odre contra el viento con el anillo en frente y luego atar la bolsa cuando esté llena.  El criado tiene éxito en su tarea y vuelve con el odre.  El demonio encarcelado se llama a sí mismo Ephippas, y es por su poder por lo que una piedra angular, que se cree que es demasiado grande para ser levantada, se encuentra en la entrada del templo. 
Luego, Ephippas y otro demonio del Mar Rojo traen una columna milagrosa hecha de algo morado (traducido como "oscura") desde el Mar Rojo.  Este demonio del Mar Rojo se revela a sí mismo como Abizithibod, y afirma ser el demonio que apoyó a los magos egipcios contra Moisés, y que endureció el corazón del faraón, pero fue capturado con el ejército egipcio cuando el mar regresó después de haberse abierto. Hasta que llegó Ephippas y juntos pudieron volver a levantarlo. 
A continuación se presenta una breve conclusión en la que Salomón describe cómo se enamoró de una mujer sunamita y aceptó adorar a Remphan y Moloch a cambio de sexo.  Salomón acepta ofrecerles sacrificios, pero al principio solo sacrifica cinco langostas simplemente aplastándolas en su mano.  Inmediatamente, el espíritu de Dios se aparta de él, y se vuelve tonto y su nombre se convierte en una broma para los humanos y los demonios.  Salomón concluye su texto con una advertencia a los lectores; les dice que no abandonen sus creencias por el sexo como hizo él.

## Temas cristianos
El tema cristiano más explícito y notable que se encontró en el texto fue el encuentro del rey Salomón con el demonio Ephippas.  Mientras trabajaba en el templo, Salomón le pregunta a Ephippas por qué el ángel no tiene ya poderes.  El demonio respondió que lo único que realmente puede quitarle sus poderes y derrotarlo es un hombre que nacerá de una virgen y luego será crucificado en una cruz por los judíos.

## Influencia griega
La influencia griega más obvia es el encuentro de Salomón con siete demonios que son hermanas. Se presentan al rey y describen su hogar que está entre las estrellas y el Monte Olimpo.  Las siete hermanas demoníacas representan las Pléyades de la mitología griega y su relación astrológica. 
Salomón también se encuentra con un demonio femenino llamado Obizuth, que no tiene extremidades y una cabeza llena de cabello despeinado. Se argumenta que en realidad representa a Medusa o una criatura parecida a una gorgona de la mitología griega.
En un momento dado durante la construcción del templo, el demonio Enepsigos le cuenta al rey Salomón que puede tomar tres formas físicas diferentes, una de las cuales es la del griego Titán Kronos.  Enepsigos también se representa como una mujer de triple rostro similar a Hécate y también está asociada astrológicamente con la esfera de la luna.

## Similitud con la tradición judía
El Talmud de Babilonia (en Gittin 68) menciona una historia similar donde Salomón esclaviza a Asmodeo, el Rey de los Demonios, para construir el Templo, y es eliminado temporalmente por Salomón.

## Demonios
Muchos de los demonios en los encuentros de Salomón son griegos, egipcios, judíos, cristianos, árabes y de otras tradiciones. La mayoría del testamento consiste en entrevistas de Salomón con los demonios, algunos de los cuales son grotescos, incluyendo uno que no tiene cabeza.  Entre ellos se encuentran dos demonios asociados fuertemente con la sexualidad: Asmodeo, del Libro de Tobit , y una demonio llamada Abyzou , que es idéntica a Lilith en todo menos en el nombre, incluido el estrangulamiento de los niños recién nacidos.  La mayoría de los otros demonios son desconocidos.  Se dice que el demonio Abezethibou endureció el corazón del faraón, en lugar de Yahvé. 
Los demonios, enumerados en orden de aparición, son Ornias, Beelzeboul, Onoskelis, Asmodeus, Tephras, las hermanas de las 7 estrellas (una referencia a las Pléyades ), Envidia, Rabdos, Rath, Tribolaios, Obizuth, Ala del dragón, Enepsigos, Kunopaston, y sin nombre "espíritu lujurioso", los 36 espíritus de los decanos, Ephippas, Abizithibod 